# Splendrillia lalage
Splendrillia lalage é uma espécie de gastrópode do gênero Splendrillia, pertencente a família Drilliidae.